# Павлин (Крошечкин)
Архиепи́скоп Павли́н (в миру Пётр Кузьми́ч Кро́шечкин; 19 (31) декабря 1879, село Керенково, Пензенская губерния — 3 ноября 1937, Кемеровская область) — епископ Русской православной церкви, с 16 июня 1933 года — архиепископ Могилёвский и Мстиславский.
Причислен к лику святых Русской православной церкви в 2000 году.

## Биография
Родился 19 (31) декабря 1879 года в крестьянской семье. Рано лишился отца, Кузьмы Ивановича, его воспитывала мать — Евдокия. Уже будучи епископом, трогательно заботился о своей матери, всегда советовался с ней в повседневных делах. Первоначальное образование получил в приходской школе и Мокшанском городском училище.
В 1895 году поступил в Саровскую обитель, с 1898 года — послушник Николо-Бабаевского монастыря, затем в течение 2,5 лет был послушником Ростовского Спасо-Яковлевского монастыря, затем вернулся в Николо-Бабаевский монастырь. Занимался самообразованием под руководством жившего на покое епископа.
В 1904 году был принят послушником в московский ставропигиальный Новоспасский монастырь, проходил послушание пономаря, продолжал заниматься самообразованием, учился у частных учителей. С 1909 года преподавал в послушнической школе Новоспасского монастыря. 27 февраля (12 марта) 1910 года был пострижен в монашество с именем Павлин в честь святителя Павлина Ноланского.

### Священнослужитель
14 (27) марта 1910 года рукоположён в сан иеродиакона, затем — иеромонаха. В 1912 году окончил Московскую духовную семинарию, завершив её курс за два года вместо четырёх, и поступил в Московскую духовную академию, которую окончил в 1916 году со степенью кандидата богословия. С 16 (29) августа 1916 года — преподаватель Пастырско-миссионерской семинарии при Григорие-Бизюковом монастыре Херсонской епархии.
В 1920—1921 годах — наместник московского Новоспасского монастыря в сане архимандрита.

### Епископ Рыльский
С 2 мая 1921 года — епископ Рыльский, викарий Курской епархии. Часто посещал приходы и монастыри, составил несколько акафистов, в том числе службу с акафистом св. Павлину Ноланскому — своему небесному покровителю. Много проповедовал. Хотя не был выдающимся оратором, но его простые проповеди легко воспламеняли сердца слушателей, возбуждая в них стремление к праведной жизни и покаянию.
В 1922 году был арестован и приговорён (5 декабря 1922 года) к пяти годам заключения. Около года провёл в одиночной камере одной из московских тюрем. Слепил из хлебного мякиша крест, перед которым молился. За это был подвергнут тюремщиками оскорблениям и побоям. Был досрочно освобождён и поселился в Москве под надзором. Жил недалеко от Новоспасского монастыря.

### Епископ Полоцкий
С 14 октября 1926 года — епископ Полоцкий и Витебский. Был инициатором и организатором тайных выборов Патриарха путём сбора подписей среди архиереев (большинство подписавшихся высказались за избрание митрополита Казанского Кирилла (Смирнова)). За это, как и другие иерархи, участвовавшие в данном избрании, включая заместителя патриаршего местоблюстителя Сергия (Страгородского), был арестован, и с декабря 1926 года по находился в тюрьме. Не выдал своих помощников, арестовали только одного из курьеров Иоанна Кувшинова, которого расстреляли.
В апреле 1927 года был освобождён, скорее всего, по ходатайству митрополита Сергия (Страгородского).

### Епископ Пермский
С 1 декабря 1927 года — епископ Пермский и Соликамский.
Часто посещал приходы, в том числе предпринял поездку в самую отдалённую часть своей епархии — город Чердынь, который редко посещали архиереи.

### Служение в Калужской епархии

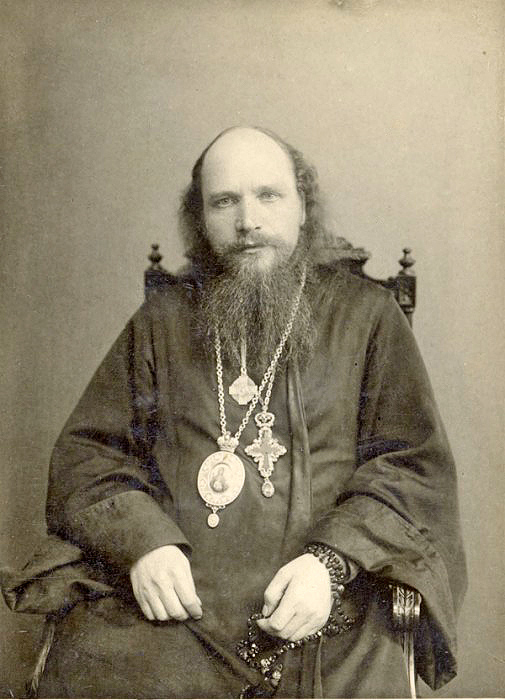

С 2 декабря 1930 года — епископ Боровский и управляющий Калужской епархией. С 30 сентября 1931 года — епископ Калужский.
Большинство священнослужителей епархии поначалу отнеслись к нему прохладно за его крестьянское происхождение, простоту, непринуждённое общение с народом, скромный монашеский вид. Очень много читал, был владельцем библиотеки, насчитывавшей около 2000 книг. Ввёл в епархии особо торжественные вечерние воскресные богослужения, которые укрепляли дух верующих в период гонений.
Любил петь церковные песнопения вместе с народом, приучая паству к сознательному произношению молитв. Был незлобив и кроток, любим детьми. Очень любил животных, в своём садике построил мостик через дорожку, по которой проложили тропу муравьи, чтобы случайно не наступить на них. Раздавал бедным значительную часть своего имущества — деньги, продукты — несмотря на то, что сам очень нуждался.
Во время его управления Калужской епархией в Калуге были взорваны: Благовещенский Кафедральный собор, Никольско-Слободская, Спасо-Слободская и Воскресенская церкви. Тогда же были расстреляны или сосланы 83 священнослужителя, 14 церковнослужителей, 8 церковных старост, 61 монахиня.

### Архиепископ Могилёвский
С 16 июня 1933 года — архиепископ Могилёвский.
В Белоруссии в то время существовало автокефальная церковная группа, немало было и обновленцев. Архиепископ Павлин немало сил приложил к устранению церковного раскола в своей епархии: беседовал со священниками и присоединял их к Церкви, ему удалось наставить на истинный путь немало обновленцев и автокефалистов. Были проведены переговоры с возглавлявшим автокефальную церковь епископом Бобруйским Филаретом (Раменским) и ему удалось договориться об упразднении автокефалии, о чём позже отправлена в Москву докладная записка заместителю Патриаршего Местоблюстителя митрополиту Сергию (Страгородскому).
В 1934 году направил Заместителю Патриаршего Местоблюстителя митрополиту Сергию (Страгородскому) рапорт, в котором поздравлял его с возведением в достоинство митрополита Московского и Коломенского.

### Арест и заключение в лагере и кончина

Священномученик Павлин (икона)

Об этой записке стало известно НКВД, 2 октября 1935 года владыку арестовали и предъявили ему обвинение в создании «единого церковного контрреволюционного блока». Виновным себя не признал. Содержался в Минской тюрьме, приговорён к 10 годам лагерей.
Находился в заключении в Мариинских лагерях на территории современной Кемеровской области, был бригадиром на сельскохозяйственной ферме. Вместе с другими содержавшимися в лагере священнослужителями проводил тайные утренние богослужения. Один из доносчиков сообщил лагерному начальству, что архиепископ Павлин говорил: «Издевательства и гонения советской власти над верующими только укрепляют нашу силу верующих в Бога, а потому мы должны неустанно поддерживать дух религии не только в себе, но и в других людях».
28 сентября 1937 года против архиепископа было возбуждено уголовное дело по обвинению в создании контрреволюционной группы и руководстве ею. Виновным себя не признал, показав лишь, что устраивал молебны: «В этом нет состава преступления, так как в Сталинской Конституции сказано, что даётся право свободного отправления религиозного культа всем».
28 октября 1937 года Тройка УНКВД Запсибкрая приговорила его к расстрелу. 3 ноября приговор был приведён в исполнение. Вместе с ними погибли: епископ Екатеринбургский Аркадий (Ершов) (1878—1937), священник Анатолий Левицкий (1894—1937), священник Никандр Чернелевский (1880—1937), псаломщик Киприан Анников (1875—1937).

## Канонизация
Архиепископ Павлин и расстрелянные вместе с ним были причислены к лику святых Новомучеников и Исповедников Российских на Юбилейном Архиерейском соборе Русской православной церкви в августе 2000 году для общецерковного почитания.